# Jawne teatry

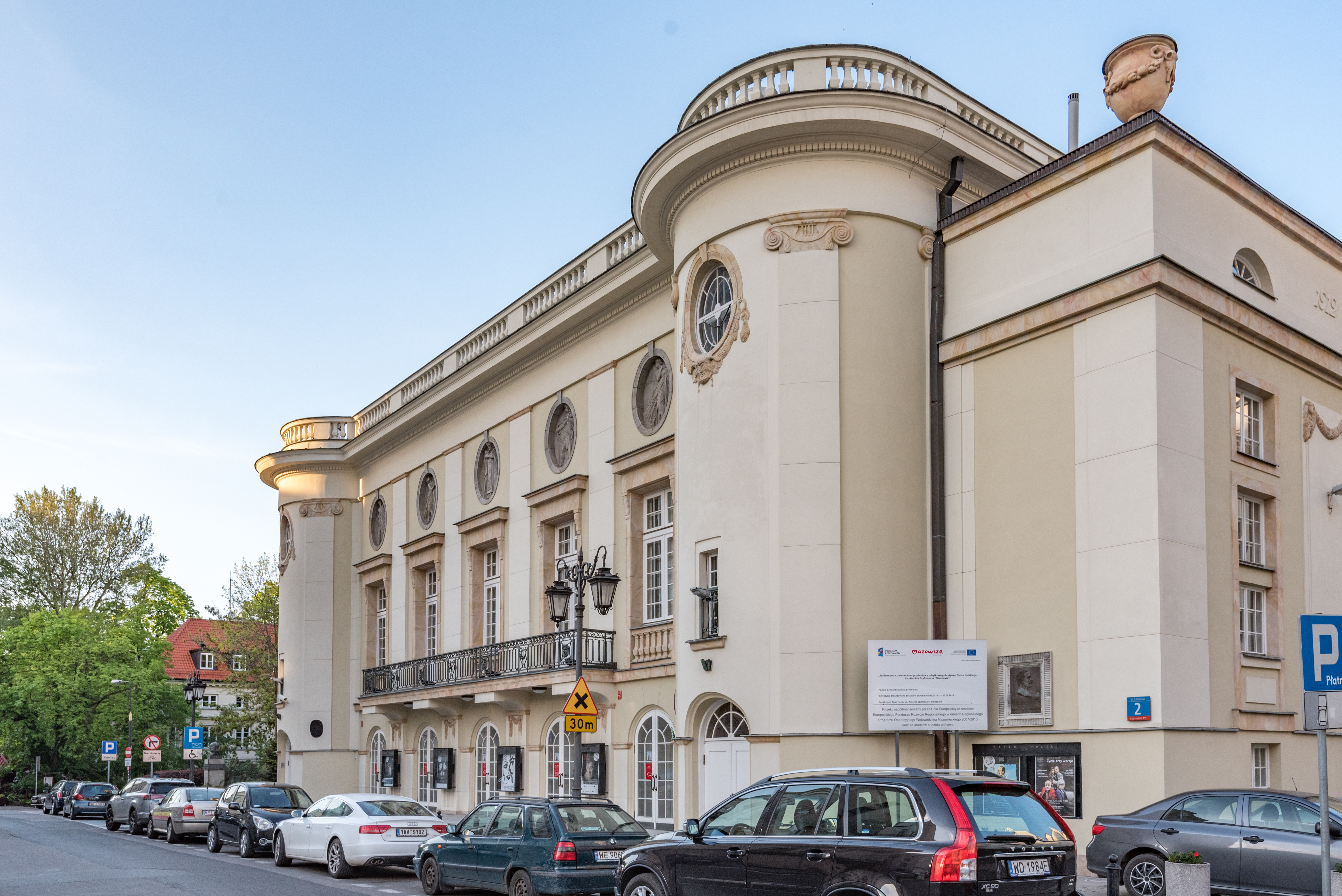
Teatr Polski w Warszawie. W czasie okupacji niemieckiej teatr jawny pod nazwą „Theater der Stadt Warschau” pod dyrekcją Igo Syma

Jawne teatry – teatry działające podczas II wojny światowej w Generalnym Gubernatorstwie (głównie w Warszawie i Krakowie), pod nadzorem i cenzurą okupacyjnych władz niemieckich.

## Historia
W 1939 Niemcy zamknęli wszystkie polskie teatry a gmachy przejęli. Zezwolili na uruchomienie kilku teatrów z zastrzeżeniem, że mają prezentować niewybredny repertuar rozrywkowy (operetki, rewie, komedie, farsy) bez elementów ludowych (pieśni, strojów i tańców); bojkotowała je większość polskich aktorów i widzów. W lipcu 1940 rząd Generalnego Gubernatorstwa wydał zarządzenie dotyczące rejestrowania się wszystkich aktorów chcących pracować w swoim zawodzie, zbojkotowane przez konspiracyjne struktury Związku Artystów Scen Polskich (Związek zezwolił aktorom na występy w kawiarniach prowadzonych przez artystów teatru, filmu i muzyków). Tych aktorów którzy nie stosowali się do bojkotu karano infamią a po wojnie sądy ZASP-u orzekały wobec nich kary m.in. zakazu występów w Warszawie (tak ukarana została m.in. Maria Malicka) bądź zakazu druku ich nazwisk na afiszu (tak ukarany został m.in. Adolf Dymsza).

## Jawne teatry
- Warszawa – Teatr Komedia, Teatr Miasta Warszawy, 14 teatrzyków rewiowych.
- Kraków – Teatr Powszechny.